# Sociale zekerheid (Nederland)

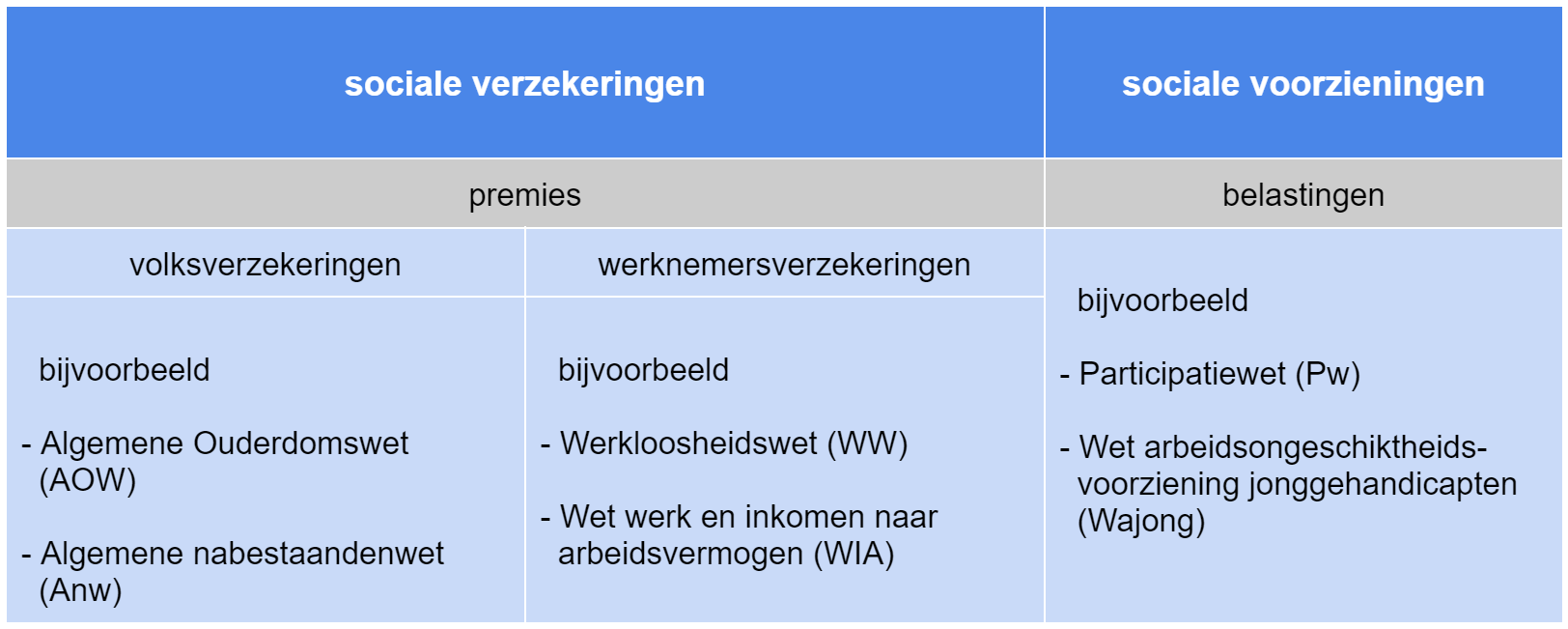
Het stelsel van sociale zekerheid in Nederland

Sociale zekerheid is in Nederland het publieke stelsel dat bedoeld is om inkomen en/of verzorging te garanderen voor natuurlijke personen ten tijde van pensioen, ziekte, arbeidsongeschiktheid, overlijden of werkloosheid.
Het sociale-zekerheidsrecht regelt, als onderdeel van het bestuursrecht, de rechten en verplichtingen van degenen die een rol hebben met betrekking tot sociale zekerheid (werkgevers, werknemers, werklozen, arbeidsongeschikten, ouderen en zelfstandigen).
Sociale zekerheid in Nederland bestaat uit werknemersverzekeringen, volksverzekeringen en sociale voorzieningen. De werknemersverzekeringen en de volksverzekeringen worden samen aangeduid als sociale verzekeringen, er wordt door werknemers en werkgevers premie voor betaald.
Het onderscheid tussen volksverzekeringen en sociale voorzieningen is enigszins willekeurig. Het meest in het oog springende verschil is dat ter zake van sociale voorzieningen geen premies verschuldigd zijn, ze worden geheel uit de algemene middelen van het Rijk gefinancierd, ofwel uit belastinggelden van burgers en bedrijven en andere inkomsten. De kinderbijslag (AKW) wordt formeel tot de volksverzekeringen gerekend, maar er is geen premie verschuldigd; soms wordt de AKW daarom ook wel tot de sociale voorzieningen gerekend. Daarnaast worden sommige volksverzekeringen, waaronder de Algemene Ouderdomswet (AOW) en de Algemene Wet Bijzondere Ziektekosten (AWBZ) gedeeltelijk uit de algemene middelen van het Rijk gefinancierd,  gedeeltelijke fiscalisering genoemd.
Het onderscheid tussen werknemersverzekeringen en de overige sociale zekerheid is concreter dan tussen volksverzekeringen en sociale voorzieningen: werknemersverzekeringen gelden alleen voor werknemers. Bij de Werkloosheidswet (WW) waren er in 2012 plannen voor een "omgekeerde fiscalisering": heffing van "premie" die deels naar de algemene middelen gaat.
De term zekerheid moet niet helemaal letterlijk genomen worden. In het tijdperk toen de wettelijke regelingen ingevoerd werden, was de brede gedachte erachter om als maatschappij in het algemeen belang aan alle burgers een bepaalde zekerheid van bestaan te kunnen bieden. In uitzonderlijke gevallen wordt gesproken van een "garantie". In principe is de "zekerheid" dan groter. Maar elke regeling biedt slechts zekerheid zolang een meerderheid in het parlement niet vindt dat er ook anders bepaald kan worden, in negatieve zin.

## Werknemersverzekeringen
Werknemersverzekeringen in het Europese deel van Nederland zijn onder meer:
- Wet werk en inkomen naar arbeidsvermogen (WIA: WGA en IVA) met voor oude gevallen de Wet op de arbeidsongeschiktheidsverzekering (WAO);
- Werkloosheidswet (WW); en
- Ziektewet (ZW).

De premies worden berekend tot een grens die maximumloon wordt genoemd, ook de uitkeringen worden tot deze grens berekend: in januari 2020 is het maximumdagloon € 219,28 en per maand € 4.769,34. Er is dus geen algemene regel dat een werknemer bij onverschuldigd werkeloosheid een bepaald percentage van het laatstverdiende loon krijgt, daar geldt tot een maximumbedrag. 
Werknemersverzekeringen in het Caribische deel van Nederland zijn onder meer:
- Wet ziekteverzekering BES (ZV)
- Cessantiawet BES
- Wet ongevallenverzekering BES (OV)

De werknemersverzekeringen gelden uitsluitend voor werknemers en met hen gelijkgestelden. De werknemersverzekeringen worden gefinancierd door inkomensafhankelijke premies.

## Volksverzekeringen
De volksverzekeringen gelden onder meer voor het gros van de ingezetenen van Nederland. De volksverzekeringen worden gefinancierd door inkomensafhankelijke premies en belastingen.
De volksverzekeringen in het Europese deel van Nederland zijn:
- Algemene Ouderdomswet (AOW)
- Wet langdurige zorg (Wlz), voor 1 januari 2015 Algemene Wet Bijzondere Ziektekosten (AWBZ)
- Algemene nabestaandenwet (Anw)
- Algemene Kinderbijslagwet (AKW) - soms ook wel tot de sociale voorzieningen gerekend omdat deze geheel uit de algemene middelen wordt gefinancierd
- Wajong (met oude versies voor oude gevallen)[4][5][6]

Volksverzekeringen in het Caribische deel van Nederland zijn:
- Algemene Ouderdomsverzekering (AOV)
- Algemene Weduwen- en Wezenverzekering (AWW)
- Zorgverzekering Caribisch Nederland

## Sociale voorzieningen
De sociale voorzieningen zijn in het Europese deel van Nederland:
- Participatiewet
- Wet inkomensvoorziening oudere en gedeeltelijk arbeidsongeschikte werkloze werknemers (IOAW)
- Wet inkomensvoorziening oudere en gedeeltelijk arbeidsongeschikte gewezen zelfstandigen (IOAZ)[7]
- Toeslagenwet (TW)

Periodiek wordt een inflatiecorrectie toegepast.
Zoals gezegd wordt de kinderbijslag (AKW), hoewel formeel een volksverzekering, soms ook wel tot de sociale voorzieningen gerekend.
Een sociale voorziening in het Caribische deel van Nederland is onder meer:
- Onderstand

De sociale voorzieningen gelden in de regel voor alle ingezetenen van Nederland. De sociale voorzieningen worden uitsluitend gefinancierd door belastingen.

## Recht versus voorziening
In een bepaalde context wordt onderscheid gemaakt tussen een recht en een voorziening. Extramurale AWBZ-zorg van ongeveer 10 miljard euro, vooral bestaande uit de functies verzorging, begeleiding en dagbesteding, is overgeheveld naar de Wet maatschappelijke ondersteuning 2015 (Wmo) en veranderde daarmee van een verzekerd recht in een voorziening. De gemeenten (uitvoerders van de Wmo) hebben in principe beleidsvrijheid maar moeten daarmee in feite ervoor zorgen dat ze binnen het krimpende budget blijven.

## Passende of algemeen geaccepteerde arbeid
Wanneer men algemeen geaccepteerde arbeid moet accepteren dan is dat in sommige gevallen een zwaardere eis dan het moeten accepteren van passende arbeid. Met algemeen geaccepteerde arbeid wordt werk bedoeld dat algemeen maatschappelijk aanvaard is. Niet algemeen geaccepteerde werkzaamheden, zoals prostitutie, illegale arbeid en arbeid voor onder minimumloon zijn uitgesloten. Ook werkzaamheden die ingaan tegen de integriteit van de persoon, zoals werkzaamheden die gewetensbezwaren oproepen, zijn uitgesloten.
Wat onder passende arbeid wordt verstaan kan ruimer zijn naarmate men langer een uitkering heeft, zie ook de voorwaarden tijdens de uitkeringsperiode WW.

## Boetes en maatregelen
Op overtreding van verplichtingen in socialezekerheidswetten moet het UWV, respectievelijk de SVB of gemeenten een maatregel of een bestuurlijke boete opleggen. Bovendien wordt het te veel betaalde als onverschuldigde betaling teruggevorderd of verrekend met latere betalingen. Aangenomen is de Wet aanscherping handhaving en sanctiebeleid SZW-wetgeving. In geval van de uitvoering Participatiewet is een duidelijke schifting gemaakt tussen schenden van de inlichtingenplicht en het schenden van andere verplichtingen. Bij het schenden van de inlichtingenplicht dient het opleggen van een bestuurlijke boete het gevolg te zijn indien er sprake is van verwijtbaarheid.
Daarnaast is strafrechtelijke vervolging mogelijk. In 2009 is met het Openbaar Ministerie afgesproken de zogenaamde aangiftegrens te stellen op € 10.000 voor zwarte fraude en € 35.000 voor witte fraude. In 2013 is deze grens verhoogd naar  € 50.000,-. Een eventuele boete kan ook hier het gevolg zijn, deze zal dan echter op basis van artikel 23 Wetboek van Strafrecht opgelegd worden. 

### Boetes
Het Boetebesluit socialezekerheidswetten regelt bestuurlijke boetes

### Maatregelen
Het Maatregelenbesluit socialezekerheidswetten regelt de maatregelen, behalve voor de Participatiewet, IOAW en IOAZ, omdat de gemeenten hier budgetverantwoordelijkheid voor dragen, en in verband daarmee zelf bij verordening regels stellen met betrekking tot de maatregelen (een zogeheten afstemmingsverordening) en voor de bestrijding van fraude. Weliswaar hebben gemeenten ook budgetverantwoordelijkheid voor de Bbz 2004 voor wat betreft startende ondernemers, maar voor de Bbz 2004 worden de regels voor alle ondernemers gelijk gehouden.
De overtredingen zijn ingedeeld in categorieën, naar de verplichtingen waar zij betrekking op hebben. Per overtreding wordt verwezen naar de wetten en artikelen waar ze betrekking op hebben. Voorbeelden:
Eerste categorie:
- Het tijdig aanvragen van de uitkering WW/WAO/WIA/WAZ/Wajong.
- Het tijdig doen van aangifte van werkloosheid en het tijdig melden van ziekte bij WW/ZW.
- Het naleven van vastgestelde controlevoorschriften die noodzakelijk zijn voor een juiste uitvoering van WW/IOW/ZW/WIA/Wajong/TW/AOW/Anw/AKW.
- Het binnen de vastgestelde termijn gevolg geven aan een verzoek om alle feiten en omstandigheden mede te delen waarvan redelijkerwijs duidelijk is dat zij van invloed kunnen zijn op het recht op uitkering, het geldend maken van het recht op uitkering, de hoogte of de duur van de uitkering, of het bedrag dat wordt betaald, bij WW/IOW/ZW/WIA/WAO/WAZ/Wajong/TW/AOW/Anw/AKW. Onder uitkering wordt tevens verstaan toeslag in de TW, ouderdomspensioen en toeslag in de AOW, en kinderbijslag in de AKW, en onder feiten en omstandigheden wordt onder meer verstaan informatie in het kader van re-integratie.
- Het onverwijld op verzoek inzage verstrekken in een document als bedoeld in artikel 1 van de Wet op de Identificatieplicht, bedoeld in artikel 55, tweede lid, van de Wet SUWI.

Tweede categorie
- Registratie als werkzoekende en het tijdig verlengen van die registratie, bij WW/ZW/WAO/WIA/WAZ/Wajong/IOW.

Derde categorie:
- Het voorkomen werkloos te zijn of te blijven door in onvoldoende mate te trachten passende of algemeen geaccepteerde arbeid te verkrijgen of door in verband met de te verrichten arbeid eisen te stellen die het aanvaarden of verkrijgen van passende of algemeen geaccepteerde arbeid belemmeren bij WW/IOW.

### Deelname terroristische organisatie
Er is de Wet van 16 januari 2017 tot wijziging van de socialezekerheidswetgeving, de Wet structuur uitvoeringsorganisatie werk en inkomen, de Wet studiefinanciering 2000, de Wet studiefinanciering BES, de Wet tegemoetkoming onderwijsbijdrage en schoolkosten en de Algemene wet inkomensafhankelijke regelingen in verband met opname van een grondslag voor beëindiging van uitkeringen, studiefinanciering en tegemoetkoming bij deelname aan een terroristische organisatie.
Daarbij wordt in de genoemde wetten uitreiziger gedefinieerd als persoon ten aanzien van wie op grond van een melding van de opsporingsdiensten of inlichtingen- en veiligheidsdiensten, gericht aan de betreffende uitvoeringsorganisatie, is gebleken dat het gegronde vermoeden bestaat dat deze persoon zich buiten Nederland bevindt met het doel om zich aan te sluiten bij een organisatie die door de Minister van Justitie en Veiligheid, in overeenstemming met het gevoelen van de Rijksministerraad, is geplaatst op een lijst van organisaties die deelnemen aan een nationaal of internationaal gewapend conflict en een bedreiging vormen voor de nationale veiligheid.
Zolang iemand uitreiziger is heeft hij geen recht op uitkeringen, toeslagen en studiefinanciering, om te voorkomen dat daarmee bedreiging van de nationale veiligheid wordt gefinancierd. Het is daarnaast bedoeld als prikkel om de uitreis te ontmoedigen. Het betrof ten tijde van het wetsvoorstel personen die zich aansluiten bij de jihadistische strijd, maar kan ook worden toegepast als een vergelijkbare dreiging uitgaat van andere stromingen of groeperingen.

## Toeslagen
Er zijn naast de toeslagen die zijn geregeld in de Toeslagenwet, die door het Uitvoeringsinstituut Werknemersverzekeringen (UWV) wordt uitgevoerd, ook vier andere uitkeringen die toeslag worden genoemd, en het toeslagenstelsel vormen. Deze zijn op andere wetten gebaseerd en vormen geen aanvulling op werknemersverzekeringen. Ze worden uitgevoerd door de Dienst Toeslagen van het Ministerie van Financiën. Het gaat om de volgende uitkeringen en wetten:
- de huurtoeslag (Wet op de huurtoeslag)
- de zorgtoeslag (Wet op de zorgtoeslag)
- het kindgebonden budget (kgb) (Wet op het kindgebonden budget)
- de kinderopvangtoeslag (Wet kinderopvang en kwaliteitseisen peuterspeelzalen)

Heffingskortingen zijn effectief ook een soort toeslagen. Om er daadwerkelijk voordeel van te hebben is voldoende verschuldigde inkomstenbelasting in de drie boxen samen nodig.
De vrijheid van vestiging zoals die binnen de Europese Unie geldt brengt extra risico's met zich mee van onder meer georganiseerde systeemfraude, zoals die welke gepleegd is door Bulgaren. Hierbij schreef men zich in op een Nederlands adres en verbleef korte tijd in Nederland, maar men heeft over een langer tijdvak (voorschotten van) toeslagen ontvangen, namelijk ook over perioden vóór de komst naar Nederland en/of na terugkeer naar het eigen land. Inning van teruggevorderde of terug te vorderen te veel of ten onrechte betaalde bedragen is lastig doordat de betrokkenen teruggekeerd zijn naar hun eigen land, en doordat een groot deel van het geld naar medeplichtigen/bemiddelaars is gegaan. Naar aanleiding hiervan is aangekondigd dat de balans in de weging tussen dienstverlening (zoals het verlenen van een voorschot voordat het recht op uitkering vaststaat) en fraudebestrijding vaker in het voordeel van fraudebestrijding zal moeten doorslaan. De regering is van plan de Awir aan te passen in die zin dat over de aanvraag van een toeslagenvoorschot later mag worden beslist dan (zoals nu geldt) binnen acht weken, omdat de nodige controles soms meer tijd in beslag nemen.
Verder bepaalt art. 25 Awir sinds 1 december 2013 dat de belanghebbende voor de uitbetaling van alle toeslagen en teruggaven van inkomstenbelasting, premies volksverzekeringen en bijdrage Zorgverzekeringswet dezelfde op eigen naam staande bankrekening moet kiezen.
De Wet van 16 december 2020 tot wijziging van de Algemene wet inkomensafhankelijke regelingen en enkele andere wetten met het oog op verbetering van de uitvoerbaarheid van toeslagen (Wet verbetering uitvoerbaarheid toeslagen), die is ingegaan op 1 januari 2021, zet in op het versterken van de menselijke maat in het toeslagenstelsel, het verbeteren van de praktische rechtsbescherming van burgers en het voorkomen van schrijnende situaties door het verlies van toeslagen als gevolg van partnerschap.
Naar aanleiding van de toeslagenaffaire worden mogelijke verdere wijzigingen van en alternatieven voor het toeslagenstelsel geïnventariseerd en door politieke partijen voorgesteld.

### Uitkeerbare heffingskortingen
Onder meer wordt gekeken naar het eventueel invoeren van uitkeerbare heffingskortingen, dat wil zeggen heffingskortingen die tot een negatief totaal belastingbedrag kunnen leiden, en daarmee een uit te betalen bedrag (niet te verwarren met de bestaande mogelijkheid van een teruggave wegens te veel ingehouden loonheffing of een te hoge voorlopige aanslag). Er is nog geen conclusie, het heeft ook nadelen. Als een toeslag/uitkering wordt gewijzigd in een uitkeerbare heffingskorting wordt voor iemand die toch al aangifte doet voor de inkomstenbelasting deze heffingskorting gelijk meegenomen. Aan iemand die nu geen aangifte hoeft te doen kan de Belastingdienst mensen die op basis van de informatie van de Belastingdienst recht zouden kunnen hebben op de uitkering, uitnodigen tot het doen van belastingaangifte. Een uitnodiging om belastingaangifte te doen staat echter gelijk aan een verplichting. Bij te late aangifte geldt een verzuimboete. Burgers die geen actie ondernemen om de uitkering te ontvangen, komen zo verder in de problemen.

### Toeslagschulden
Het komt regelmatig voor dat toeslagen moeten worden terugbetaald en dat het bedrag te groot is om in een keer te kunnen voldoen. In dat geval kan een betalingsregeling worden getroffen. Is de schuld te groot, dan is een  persoonlijke betalingsregeling mogelijk, waarbij de resterende schuld na 24 maanden niet meer actief wordt ingevorderd. Wel kan de resterende schuld nog in de daaropvolgende 3 jaren worden verrekend met nabetalingen van toeslagen en eenmalige teruggaven inkomstenbelasting. Als er na die 3 jaar nog steeds een schuld resteert, dan geeft de Belastingdienst/Toeslagen een ´niet verder bemoeilijken´-beschikking af, waarmee de terugvordering definitief buiten invordering wordt gesteld. Het probleem is echter dat deze beschikking herroepelijk is, waardoor er voor de belanghebbende ook na vijf jaar nog steeds geen zekerheid is. Sinds 1 januari 2021 is ook kwijtschelding van toeslagschulden in de Awir geregeld. 
Kwijtschelding van schulden bij de inkomensafhankelijke regelingen kan alleen plaatsvinden indien aan de voorwaarden van de nog op te stellen ministeriële regeling wordt voldaan. Om uitvoeringsproblemen te voorkomen en geen onterechte verwachtingen bij belanghebbenden te scheppen geldt het tijdelijke artikel 31bis Awir. Dit artikel zorgt ervoor dat andere (toekomstige) wettelijke voorschriften inzake een bevoegdheid tot kwijtschelding van geldschulden niet gelden voor de Belastingdienst/Toeslagen. Daartoe wordt geregeld dat de Belastingdienst/Toeslagen het bedrag van een terugvordering, de met die terugvordering samenhangende rente, bedoeld in de artikelen 27 en 29 Awir, en kosten van invordering alsmede het bedrag van een bestuurlijke boete niet geheel of gedeeltelijk kan kwijtschelden. Het artikel 31bis Awir zal vervallen op het moment waarop de voorgestelde wijziging van artikel 31 Awir in werking treedt.

## Hulpmiddelen
Bij hulpmiddelen wordt vanaf 2012 onderscheid gemaakt tussen twee categorieën:
- Medische hulpmiddelen, ter compensatie van één specifieke beperking; deze vallen onder de Zorgverzekeringswet. Voorbeeld:
  - blindentaststok
- Participatiehulpmiddelen m.b.t. zelfredzaamheid in en om de woning; deze vallen onder de Wmo. Voorbeelden:
  - krukken
  - rollator
  - rolstoel

Als een hulpmiddel werken of het volgen van een opleiding mogelijk maakt kan het UWV dat verstrekken of vergoeden.

## Rechtsbijstand
De Wet op de rechtsbijstand (Wrb) bepaalt dat rechtsbijstand wordt verleend aan hen wier inkomen per jaar € 24.600 of minder bedraagt, indien zij alleenstaand zijn, dan wel, indien zij met één of meer anderen een gemeenschappelijke huishouding voeren, ten hoogste € 34.700. In afwijking hiervan wordt geen rechtsbijstand verleend, indien de rechtzoekende beschikt over een vermogen dat meer bedraagt dan het heffingvrij vermogen. Hoe hoger het inkomen, hoe hoger de eigen bijdrage. In de Wrb worden eisen gesteld aan de hoogte van de juridische vordering die bij de rechter tegen een persoon is ingesteld, of die wordt ingesteld, en aan de kans van slagen. Bij het verliezen van een procedure kan het zijn dat men wordt veroordeeld de daaruit voortvloeiende kosten te moeten betalen. Dat is in de regel niet het geval bij zaken in het familierecht en erfrecht. De Wet op de Rechtsbijstand wordt uitgevoerd door de Raad voor Rechtsbijstand.

## Woonlandbeginsel
De Wet van 29 maart 2012, houdende wijziging van enkele socialezekerheidswetten in verband met aanpassing van de hoogte van de uitkering aan het woonland (Wet woonlandbeginsel in de sociale zekerheid) bepaalt dat de hoogte van diverse uitkeringen wordt verlaagd als de uitkeringsgerechtigde of het betreffende kind woont in een land buiten Europa met een lager prijspeil (woonlandbeginsel). Het betreft de Algemene Nabestaandenwet, de kinderbijslag en deels de Werkhervattingsregeling Gedeeltelijk Arbeidsongeschikten (alle met ingangsdatum 1 juli 2012), en het kindgebonden budget (met ingangsdatum 1 januari 2013).
Op termijn wil de regering de kinderbijslag en het kindgebonden budget voor kinderen die buiten de Europese Unie wonen helemaal stoppen. Dit kan pas later worden gerealiseerd omdat daarvoor eerst socialezekerheidsverdragen met landen moeten worden aangepast. Hierover is met Marokko geen overeenstemming bereikt, in het bijzonder omdat Marokko daarbij verlangt dat Nederlandse uitkeringen ook gaan naar mensen in de bezette Westelijke Sahara. Dat is volgens Asscher echter nationaal- en internationaalrechtelijk problematisch.

## Vereenvoudiging
De Wet van 20 december 2012 tot wijziging van verschillende wetten in verband met de vereenvoudiging van de uitvoering van deze wetten door het Uitvoeringsinstituut werknemersverzekeringen (Wet vereenvoudiging regelingen UWV) regelt enkele vereenvoudigingen. Het Besluit van 22 mei 2013, houdende regels in verband met het vaststellen van het dagloon op grond van de Ziektewet, de Werkloosheidswet, de Wet werk en inkomen naar arbeidsvermogen en de Wet op de arbeidsongeschiktheidsverzekering (Dagloonbesluit werknemersverzekeringen) is ingegaan per 1 juni 2013. Dit vormt het belangrijkste element van de nieuwe uitkeringsvaststelling op grond van deze wet. Hierbij zijn onder meer begunstigende uitzonderingen in de werknemersverzekeringen voor musici en artiesten afgeschaft, met een overgangsregeling.

## Kindregelingen
Volgens het Regeerakkoord 2012 wordt het aantal kindregelingen per 1 januari 2015 beperkt tot vier: de volksverzekering kinderbijslag (AKW), de heffingskorting inkomensafhankelijke combinatiekorting (IACK), en de twee inkomensafhankelijke toeslagen kindgebonden budget (WKB) en kinderopvangtoeslag (KoT), zie voor al deze regelingen ook elders op de pagina.

## Uitvoering
Uitvoerders zijn:
- Uitvoeringsinstituut Werknemersverzekeringen (UWV): WW, WAO, WIA, Ziektewet, Wajong, Toeslagenwet, WAZ (behalve inning premies), IOW.
- Sociale Verzekeringsbank (SVB): uitkeringen AOW, Anw, AKW
- gemeenten: Participatiewet, IOAW, IOAZ, Wmo.
- Belastingdienst: inning premies volks- en werknemersverzekeringen[24] en IAB
- Belastingdienst/Toeslagen: huurtoeslag, zorgtoeslag, kindgebonden budget, kinderopvangtoeslag
- CAK, zorgkantoren, zorgverzekeraars: Wlz (behalve inning premies)
- zorgverzekeraars: Zvw (behalve inning IAB).
- Raad voor Rechtsbijstand: rechtsbijstand.
- RCN - unit Sociale Zaken: AOV, AWW, CES, OV, ZV, onderstand
- RCN - Zorgverzekeringskantoor BES: zorgverzekering

### Inlichtingenbureau
Het Inlichtingenbureau is opgericht in 2001 door het Ministerie van Sociale Zaken en Werkgelegenheid, mede op initiatief van de Vereniging van Nederlandse Gemeenten (VNG) en Divosa (vereniging van managers van sociale diensten). Er wordt in diverse wetten naar verwezen met "het Inlichtingenbureau, bedoeld in artikel 63 van de Wet structuur uitvoeringsorganisatie werk en inkomen".
Het is een organisatie voor gemeenten en andere overheden. Het helpt gemeenten te helpen bepalen op welke ondersteuning burgers recht hebben, bijvoorbeeld een bijstandsuitkering, bijzondere bijstand of kwijtschelding van gemeentelijke belastingen, enerzijds door na te gaan of mensen die geld van de gemeente ontvangen daar ook daadwerkelijk recht op hebben (rechtmatigheidscontrole), anderzijds door te kijken of zij geld laten liggen, zoals huur- en zorgtoeslag.
Om te kunnen bepalen waar mensen recht op hebben vergelijkt het gegevens die bij gemeenten bekend zijn met de gegevens van onder andere de Belastingdienst, het UWV en de SVB.
Het geeft de ondersteuning ook aan Waterschappen, Regionale Meld- en Coördinatiefunctie voortijdig schoolverlaters (RMC), Regionale Coördinatiepunten Fraudebestrijding (RCF), SNG (stichting gerechtsdeurwaarders), Centraal Justitieel Incassobureau (CJIB) en de Sociale Verzekeringsbank (SVB).

## Overgangsregeling
Wanneer een wet wordt vastgesteld of gewijzigd duurt het soms nog enige tijd voordat deze ingaat, waardoor alle betrokkenen er rekening mee kunnen houden. Soms verloopt er ook nog tijd tussen de vaststelling van de wet zelf en de vaststelling van de ingangsdatum.
Soms wordt in één keer een stapsgewijze invoering, wijziging of afschaffing vastgesteld. Dan geldt het genoemde tijdsverloop in ieder geval voor de vervolgstappen.
Bovendien wordt soms een overgangsregeling vastgesteld, waarbij nadelige aspecten voor bepaalde bestaande situaties verzacht of uitgesteld worden.
Voorbeelden:
- Als de ingangsleeftijd van ouderdomspensioenen wordt verhoogd kan bepaald worden dat wie al zo'n pensioen ontvangt dit blijft ontvangen.
- Als een sociale uitkering een bepaalde maximale duur heeft kan bij verkorting van die duur bepaald worden dat voor wie al zo'n uitkering ontvangt de oorspronkelijk geldende maximale duur blijft gelden.
- 19 jaar van tevoren vastgestelde afschaffing van de partnertoeslag in de AOW; wie binnen die tijd AOW-gerechtigd wordt houdt ook daarna nog recht op de toeslag tot de partner zelf de AOW-leeftijd bereikt.

Soms wordt de uitdrukking "eerbiedigende werking" gebruikt.
Een overgangsregeling (net als andere regelingen die betrekking hebben op bepaalde toekomstige jaren) kan tussentijds gewijzigd worden en is dus geen garantie. De regeling bepaalt slechts wat geldt indien later niet anders bepaald wordt.
Soms bepaalt de rechter dat de overheid een overgangsregeling moet treffen. Naar aanleiding van zo'n geval heeft de regering besloten om in een wetsvoorstel zelf niet meer de datum van inwerkingtreding op te nemen, zodat die  zo nodig naar een later moment dan eerst de bedoeling was kan worden verschoven, bijvoorbeeld als de behandeling langer duurt dan voorzien.
Een van de relevante aspecten is het recht op het ongestoord genot van eigendom volgens artikel 1 van het Eerste Protocol van het Europees Verdrag voor de Rechten van de Mens.

## Rechtsbescherming
De burger moet veelal een bestuursrechtelijk traject volgen om zijn recht te halen. Het gaat immers over geschillen met de overheid.
- Premiegeschillen werknemersverzekeringen, uitkeringsgeschillen en Ziekenfondswet:

1. Bezwaarprocedure
2. Rechtbank (sector bestuursrecht)
3. Centrale Raad van Beroep
4. Hoge Raad

- Premiegeschillen volksverzekeringen:

1. Bezwaarprocedure bij de belastinginspecteur
2. Gerechtshof (belastingkamer)
3. Hoge Raad

- Verhaalsgeschillen Wet werk en bijstand: burgerlijke rechter

- Uitkeringsfraude en fraude met premies:

1. Bezwaarprocedure
2. Rechtbank (sector bestuursrecht)
3. Centrale Raad van Beroep

- Geschillen met bestuurlijke boetes:

1. Bezwaarprocedure
2. Gerechtshof
3. Hoge Raad

- Grote fraudezaken:

1. Rechtbank (strafrechter)
2. Gerechtshof (strafrechter)
3. Hoge Raad (strafkamer)

- Klachten:

1. Klachtencommissie van de uitkeringsinstantie
2. Nationale Ombudsman

- Internationale geschillen inzake verdragen:
  - Europese Hof voor de Rechten van de Mens (EHRM) in geval van schending van mensenrechten
  - Hof van Justitie van de Europese Gemeenschappen (HvJ EG) inzake de uitleg van verdragen

## Overige ondersteuning
Gemeenten kunnen, indien zij dit wensen, passen voor culturele, maatschappelijke of sportvoorzieningen verstrekken, sinds december 2012 ook aan mensen uit huishoudens die een inkomen hebben boven 110% van het sociaal minimum.